# ドファール・クラブ

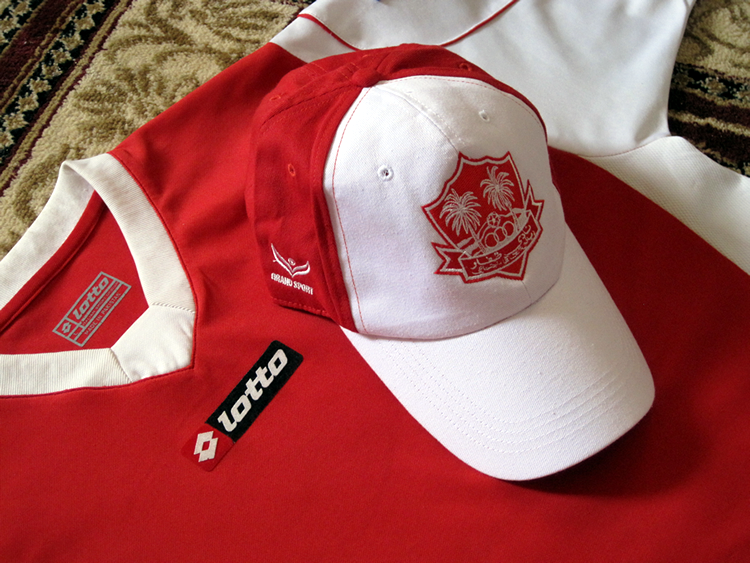
ドファール・クラブのチームユニフォームとキャップ

ドファール・スポーツ文化社交クラブ (英語: Dhofar Sports, Cultural, and Social Club、アラビア語: نادي ظفار الرياضي الثقافي الاجتماعي、通称：ドファール・クラブ) はオマーン・ドファール特別行政区（ズファール）のサラーラを本拠地とするサッカークラブである。2013年現在、国内最上位リーグであるオマーンリーグに所属している。ホームスタジアムはアル・サアーダ・スタジアムであるが、以前使用していたサラーラ・スタジアムもホームスタジアムとして利用することがある。どちらのスタジアムもオマーン政府が保有しているが、ドファールはサラーラのアル・サラーム通りにクラブ所有のスタジアムや練習設備を保有している。

## 概要
ドファールはオマーンリーグで最も成功しているクラブである。合計11回の国内リーグ優勝を誇り、国内カップ戦であるスルタン・カーブース・カップでも8回優勝、11回決勝に進出している。ドファールは1995-1996シーズンにはガルフクラブ選手権において決勝に進出したが、サウジアラビアのクラブアル・ナスルに敗れて準優勝に終わっている。クラブはライバルクラブであるアル・ナスル・サラーラとともに、これまで一度も2部リーグに降格したことがないクラブである。1920年～1940年代にかけて創設された他のアラブ地域の強豪クラブに比べて創設は遅かったものの、ドファールはそのタイトル数19という数でアラブ世界において上位30位のクラブにランク入りしている。

## 歴史
サラーラにサッカークラブを創設する動きは街の人々の話し合いの結果1960年代に始まった。新しいクラブの名称候補としてはアル・アハリ、アル・ナフダ、アル・アラビー、アル・シャーラなどが挙がったが、最終的にクラブ名は「人々」を意味する「アル・シャアブ」に決定され、1968年に新しいクラブが創設された。
2年後、創設したばかりのクラブは同じサラーラにあったアル・シャーラと合併し、「ドファール」として再始動することになった。クラブの初代代表にはSalim Al-Kathiriが就任し、1975年まで代表を務めた。
ドファールは近隣クラブであるアル・ナスルとともに、オマーンリーグで優勝を争う一番手のクラブであると一般的に考えられているが、'08、'09シーズンのように、負けが続いて順位を落とし、スルタン・カーブース・カップでも早期に敗退、アル・ナスルとともにリーグ残留をかけた争いをすることもある。
ドファールは2009-10シーズンは国内リーグでアル・スワイクに数ポイント及ばない2位でリーグ戦を終え、AFCカップ2011の出場権を手にした。
09-10シーズンは早い段階でリーグ2位が確定し、ドファールは優勝するために現所属選手との契約見直しや大物選手の加入交渉を行った。

## クラブカラー、キット、スポンサー
サッカーオマーン代表と同じく、ドファールは赤をクラブカラーとしている。1990年代までドファールは上半身は赤、下半身は白のユニフォームで戦っていたが、21世紀を迎えるにあたりドファールはユニフォームを全身赤のユニフォームへと変更した。
ドファールはこれまで様々なスポンサーとキット契約を結んでおり、その中にはプーマ、ロット、グランドスポーツなどが含まれている。現在はアディダスがドファールにキット提供を行なっている。
ドファールはこれまで様々なスポンサーとスポンサー契約を結んでいるが、胸スポンサーが注目を浴びることはあまりない (スルタン・カーブース・カップ決勝のような優勝のかかった試合のみ) オマーンの新聞社アル・ワタン、ドファール保険、アル・マカン・カフェなどがドファールと契約を結んできた。現在はマスカット銀行がクラブの胸スポンサーを務めている。

## 獲得タイトル
- オマーンリーグ: 11
1982-83, 1984–85, 1989–90, 1991–92, 1992–93, 1993–94, 1998–99, 2000–01, 2004–05，2016-17，2018-19
- スルタン・カーブース・カップ: 10
1977-78, 1980–81, 1981–82, 1990–91, 1999-00, 2004–05, 2006–07, 2011, 2019-20, 2020-21
- オマーン・リーグカップ: 2
2012-13，2018-19
- オマーン・スーパーカップ: 3
1999, 2017, 2019

## AFC国際大会における成績
- アジアクラブ選手権: 2回出場

1987: 予選敗退
1997: 1回戦敗退
- AFCカップ: 2回出場

2004: グループリーグ敗退
2007: グループリーグ敗退
2013:
- アジアカップウィナーズカップ: 2回出場

1991-92: 2回戦敗退

## UAFA大会における成績
- GCCチャンピオンズリーグ: 出場権獲得10回、参加9回[8]。

| 年   | 開催国           | 順位   |
| ---- | ---------------- | ------ |
| 1982 | アラブ首長国連邦 | 6位    |
| 1986 | サウジアラビア   | 3位    |
| 1991 | オマーン         | 4位    |
| 1993 | クウェート       | 4位    |
| 1994 | アラブ首長国連邦 | 6位    |
| 1995 | バーレーン       | 2位    |
| 2001 | オマーン         | 3位    |
| 2002 | バーレーン       | 5位    |
| 2005 | クウェート       | 不参加 |
| 2008 | サウジアラビア   | 6位    |
| 2011 | バーレーン       | 5位    |

- U-17ガルフクラブ選手権:

1994: 優勝

## 歴代所属選手
歴代所属選手 (参考:クラブ公式サイト)
```
 
```

| コンゴ - Sita Milandou エジプト - Ahmed Farooq - Shawki Gharib - Mohammed Mashaqi ガボン - Etienne Bito'o - Cédric Moubamba イラク - Habib Jaafar - Sabah Jaeer ケニア - Beant - Bob - De Glas - Francis - Joseph - Michel - Edgar Ochieng | クウェート - Hamad Aman - Ali Marwi - Marzouq Zaki メキシコ - アレハンドロ・ズリータ・モンカダ モロッコ - Hisham Al-Alawi - Abdel-Hakim Bahoul - Taufiq Blagha - Kafavo - Simouni ナイジェリア - Gabriel - Joseph | オマーン - Hani Al-Dhabit - Hussain Al Hadhri - Younis Amaan - Fahad Ba-Masilah - Badar Juma Subait - Mohammed Rabia Al-Noobi - Hashim Saleh - Yousuf Al Busaidi - Muhammed Taqi セネガル - シセ - ムサ・カマラ - Abdul Rahman See ソマリア - Hassan Aslah スーダン - Hussein Abdel-Hafid | シリア - Aamar Al-Aznaoota - Mohammed Swaidani UAE - ムハンマド・オマル ウルグアイ - ファビアン・トルヒーリョ |

## 歴代クラブ代表
歴代代表の一覧。
| 代 | 氏名                              | 就任 | 辞任 |
| -- | --------------------------------- | ---- | ---- |
| 1  | Salim bin A'nnou Al-Kathiri       | 1970 | 1975 |
| 2  | Ali bin Said Badr Al-Rawas        | 1975 | 1976 |
| 3  | Saif bin Hafidh Abdullah Al-Rawas | 1976 | 1986 |
| 4  | Ahmed bin Salim Ahmed Al-Rawas    | 1986 | 1997 |
| 5  | Ghazi bin Said Abdullah Al-Rawas  | 1997 | 2000 |
| 6  | Hamid bin Ahmed Al-Aajayli        | 2000 | 2004 |
| 7  | Naif bin Aamir Awadh Al-Rawas     | 2004 | 2006 |
| 8  | Badr bin Ali Said Al-Rawas        | 2006 |      |